# Associação Norueguesa de Hóquei no Gelo
A Associação Norueguesa de Hóquei no Gelo é o órgão que dirige e controla o hóquei no gelo da Noruega, comandando as competições nacionais e a seleção nacional.